# پله شکسته

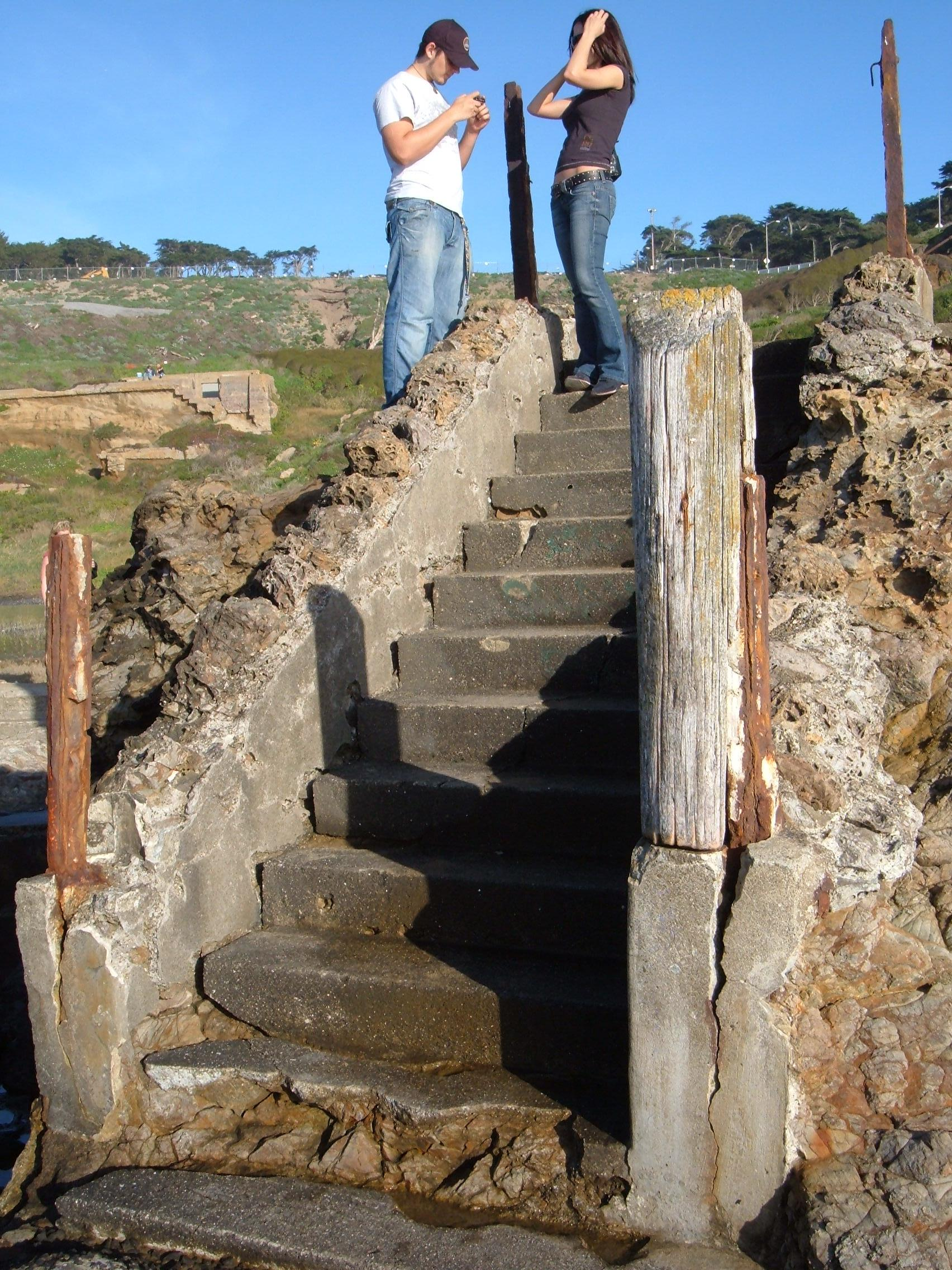
پلهٔ شکسته

عبارت پلهٔ شکسته (انگلیسی: Missing stair) برای توصیف متجاوزی جنسی به کار می‌رود که اطرافیان از رفتارهای او اطلاع دارند، ولی به جای اجتناب از او تلاش می‌کنند بی‌سروصدا دیگران را مطلع سازند. این قیاس به سازه‌ای خراب در یک ساختمان، مثل یک پلهٔ شکسته اشاره دارد که همه اعضای خانواده به آن عادت کرده‌اند و به میهمانان خانه در موردش هشدار می‌دهند ولی کسی برای تعمیر آن اقدام نمی‌کند.